# Accident médical en droit français
En droit français, l'accident médical a fait l'objet de plusieurs textes législatifs depuis 2002  en faveur de la défense des malades.  Légalement, les accidents médicaux appartiennent au groupe des événements indésirables graves liés à la santé.

## Déclarations obligatoires
En France, la déclaration des plus sérieuses erreurs médicales est obligatoire depuis avril 2016. 

## Loi de 2002 sur les droits des patients
Depuis 2002, les erreurs médicales ont fait l'objet de plusieurs textes législatifs en faveur de la défense des malades. En particulier, la loi du 4 mars 2002 sur les droits des patients ("loi Kouchner") a ouvert la porte à une indemnisation plus équitable de l'accident médical. Selon cette loi, tout accident médical reconnu comme tel peut donner lieu à une indemnisation. S'il est reconnu fautif après expertise, il appartiendra à l'assureur du responsable, médecin et/ou institution de soins, de proposer une indemnisation. S'il est non fautif et qu'il répond à certains critères de seuil établis par la loi, il sera pris en charge par l'ONIAM. Il appartient aux CRCI de statuer sur la recevabilité de la demande, le plus souvent par voie d'expertise. Cette demande doit être introduite selon des formes spécifiques mais globalement simples. La procédure est gratuite. Elle permet dans près d'un cas sur deux de régler le différend à l'amiable.
Cette loi s'applique également aux infections nosocomiales ou affections iatrogènes (c'est-à-dire purement liées à des soins).

## Indemnisations
Depuis 2002, tout accident médical reconnu comme tel peut donner lieu à une indemnisation, gérée par l'ONIAM. L'Office national d'indemnisation des accidents médicaux (ONIAM) est placé sous la tutelle du ministère de la Santé.
En 2006, l'ONIAM a traité 735 dossiers dont le montant global du préjudice était supérieur ou égal à 15 000 euros et treize millions d'euros ont été reversés aux victimes, tous payeurs confondus (établissements de santé, assureurs, ONIAM).
Les établissements de santé sont les plus souvent mis en cause. Le « sinistre » relève dans 31 % des cas d'un « acte technique fautif » et 15 % des plaignants décèdent des suites de l'accident médical. Les actes de chirurgie sont de loin les premiers responsables.

### Statistiques en France
De 300 000 à 500 000 événements indésirables graves se produiraient chaque année, mais ils ne sont pas recensés. 10 000 personnes meurent chaque année à l'hôpital du fait de l'exercice de la médecine.

## Exemples d'accidents médicaux en France
- 2001, Affaire Kress contre France.
- Affaire de la Clinique du sport, à Paris : 58 patients ont contracté une infection chronique osseuse (ostéomyélite chronique) après contamination par une mycobactérie entre 1988 et 1993.
- 2013, Affaire des surirradiés de l'hôpital d'Épinal.